# Kudriavtsevaïta
La kudriavtsevaïta, també escrita de vegades kudryavtsevaïta, és un mineral de la classe dels òxids. Rep el nom en honor de Galina Kudriavtseva (1947-2006), una coneguda mineralogista rusas i fundadora del Laboratori de mineralogis del diamant i escola científica per a la investigació de la mineralogia i la geoquímica dels diamants a la Universitat Estatal de Lomonosov a Moscou, Rússia.

## Característiques
La kudriavtsevaïta és un òxid de fórmula química Na₃(Mg,Fe)(Fe,Ti)₂Ti₃O₁₂. Va ser aprovada com a espècie vàlida per l'Associació Mineralògica Internacional l'any 2012. Cristal·litza en el sistema ortoròmbic.

## Formació i jaciments
Va ser descoberta a la canonada de kimberlita AK-8, situada a la localitat d'Orapa, al Districte Central de Botswana. Es tracta de l'únic indret de tot el planeta on ha estat descrita aquesta espècie mineral.